# Чебрець повзучий
Чебрець повзучий, чебрець плазкий, або чебрець звичайний (Thymus serpyllum L.) — вид напівчагарничків з родини глухокропивові (Lamiaceae). Місцеві назви — чепчик, чабрець, тим'ян тощо.

## Ботанічний опис
Невеличкий (5–15 см заввишки) кореневищний напівчагарничок з численними повзучими дерев'яніючими стеблами. Квітконосні стебла висхідні, безквіткові — повзучі. листки черешкові, супротивні, дрібні, овальні, цілокраї, по краю до половини листка війчасті. Квітки дрібні, неправильні, зібрані у головчасті щільні верхівкові суцвіття. Оцвітина подвійна. Чашечка чітко двогуба, з короткою волосистою трубочкою та нерівновеликими зубцями, які по краях укриті війками. Верхні зубці чашечки більш-менш однакові, трикутні або ланцетні. Нижні два зубці лінійно-ланцетні, більші за верхні. Віночок (6–8 мм завдовжки) зрослопелюстковий, нечіткодвогубий з виїмчастою верхньою і трилопатевою нижньою губою, звичайно рожево-фіолетовий, рідко білий. Тичинок чотири, які розходяться і виступають з віночка. Маточка одна з чотирилопатевою верхньою зав'яззю, коротким стовпчиком, дволопатевою приймочкою. Плід — розпадний горішок. Горішки овальні, дрібні, буро-коричневі.

## Близькі види
За морфологічними ознаками до чебрецю повзучого близький чебрець Маршаллів (T. marschallianus Willd.) Цей вид відрізняється від чебрецю звичайного довгастими або довгасто-еліптичними сидячими листками, при основі трохи війчастими. Суцвіття циліндричне, у нижній частині переривчасте з волохатою квітконосною віссю. Стебла порівняно високі, нечисленні, не утворюють густих дернинок. Віночок частіше блідо-рожевий. Росте в тих же умовах, що і чебрець звичайний.

## Поширення
Вид поширений у Європі крім південних країн, Ісландії й Ірландії. Також культивується.
В Україні зростає на пісках, рідше на гранітах — у Поліссі й Волинському Лісостепу. Росте у хвойних і мішаних лісах, на узліссях, галявинах, по чагарниках. Світлолюбна рослина. Цвіте у травні — липні. Райони заготівель: Сумська, Чернігівська, Київська, Житомирська, Волинська, Рівненська, Тернопільська, Львівська, Івано-Франківська області. Запаси сировини значні.

## Практичне використання
Лікарська, ефіроолійна, харчова, медоносна, танідоносна, декоративна, фітомеліоративна рослина. Використовують квітучі гілочки з листками (траву) — Herba Serpilli.

### Лікарська рослина
У науковій медицині використовують як антисептичний, відхаркувальний (при бронхітах, коклюші, катарах дихальних шляхів) і глистогінний засіб. Входить до складу препарату «пертусин». Чебрець має високу бактерицидну активність щодо патогенних коків і грибів, широко застосовується як антисептичний і дезинфікуючий засіб. Застосовують його також як болезаспокійливий засіб при радикулітах, невритах, ревматизмі, для ароматичних ванн.
У народній медицині чебрецем здавна користуються при шигельозі, болях у животі, спазмах і судомах, жіночих хворобах, маткових кровотечах, безсонні, простудних хворобах, виразках шлунка, хворобах серця і нервових хворобах, як сечогінний засіб при набряках, хворобах печінки, недокрів'ї, порушенні обміну речовин, туберкульозі легень, зовнішньо — для примочок, загоювання ран і опіків.
Чебрець містить 0.8-1.12 % фенольних похідних терпенів (42% тимолу, цимол, ліналоол, борнеол, α-пінен, карвакрол), сапонінову кислоту, 10% дубильних речовин, флавоноїди, тритерпени, урсулову кислоту, олеїнову кислоту, хлорогенову кислоту, кавову кислоту. 

### Як харчова рослина
Листки чебрецю використовують у харчовій промисловості для ароматизації ковбас, сиру, соусів, оцту, кондитерських виробів, для приготування лікерів, при маринуванні овочів, як приправу до салатів, м'ясних і рибних страв.
Молоді пагони містять вітамін С (54,5 мг%), кислоти, мінеральні солі, білкові речовини.

### Медонос
Чебреці — добрі літні медоноси, їхні квітки протягом усього дня виділяють нектар, кожна бджолина сім'я збирає за сприятливих умов до 15-20 кг меду за сезон. Мед ароматний, приємний на смак.
Нектаропродуктивність чебрецю в культурі (Полтавська область) становить 140 кг цукру з 1 га при густоті 8300 рослин на гектарі.

### Інші використання
Чебреці містять таніди. Їх використовують як домішку до інших дубителів для пом'якшення шкур.
Чебреці — декоративна рослина, придатні для декорування сухих сонячних місць, а також для закріплення поверхні крутосхилів.

## Збирання, переробка та зберігання
Збирають квітучі пагони у період цвітіння, тільки зрізаючи їх гострим ножем, ножицями або секатором. Зривати пагони не можна, бо при цьому рослина виривається з коренем.
Чебрець переважно розмножується насінням, тому дуже важливо наслідувати заповіт знавця лікарських рослин Носаля — збираючи сировину, залишати найкращі рослини для відновлення (і не менш як кожну десяту).
Зібрану траву сушать у затінку, під наметами, на горищах під залізним дахом, розстилаючи тонким шаром на тканині чи папері. Просушену сировину пропускають крізь решета і сортують. Суху траву пакують у тюки по 50-75 кг або мішки по 20-25 кг і зберігають окремо у сухому, добре провітрюваному приміщенні.
Чебрець можна розмножувати штучно як насінням, так і вегетативно.